# 矛尾光鰓魚
矛尾光鰓魚（學名：Chromis enchrysura），又稱矛尾光鰓雀鯛，是輻鰭魚綱鱸形目雀鯛科光鰓魚屬的其中一種，分布於西大西洋區，從美國佛羅里達州、百慕達群島經加勒比海至巴西南部海域，深度5至97公尺，本魚體呈卵圓形且側扁，胸鰭、尾鰭、背鰭和臀鰭的背面都是黃色，眼睛頂部周圍的區域是紫色，其餘部位為白色，背鰭硬棘3枚、背鰭軟條11至13條、臀鰭硬棘2枚、臀鰭軟條11至13枚，體長可達10公分，棲息在外海陡峭礁石坡，成小群活動，以浮游生物為食，繁殖期時成對出現，雄魚會守護卵直到孵化，生活習性不明。